# Brejinho (kommun i Brasilien, Pernambuco, lat -7,34, long -37,33)
Brejinho är en kommun i Brasilien.   Den ligger i delstaten Pernambuco, i den östra delen av landet, 1 500 km nordost om huvudstaden Brasília. Antalet invånare är 7 307. Arean är 106 kvadratkilometer.
Terrängen i Brejinho är huvudsakligen platt.
Omgivningarna runt Brejinho är huvudsakligen savann. Runt Brejinho är det ganska glesbefolkat, med 47 invånare per kvadratkilometer.